# 屯垦林场
屯垦林场是中华人民共和国河北省张家口康保县下辖的一个类似乡级单位。

## 行政区划
下辖以下地区：
屯垦林场虚拟生活区。